# Oledo
Oledo es una freguesia portuguesa del concelho de Idanha-a-Nova, con 27,57 km² de superficie y  habitantes (2001). Su densidad de población es de 17,6 hab/km².